# Конкурент Україна
Конкурент Україна — загальноукраїнський телеканал, який належить Тарасу Шкітеру, заступнику голови Волинської обласної державної адміністрації. Також йому належать регіональний телеканал «Конкурент TV» та спортивна радіостанція «Конкурент».

## Історія
11 липня 2024 року став переможцем конкурсу на отриманя ліцензії на мовлення в MX-5 цифрової етерної мережі DVB-T2 з загальнонаціональним покриттям.
10 квітня 2025 року Національна рада України з питань телебачення і радіомовлення переоформила ліцензію ТОВ «Телерадіоконтент», змінивши логотип з  Конкурент TV  на Конкурент Україна.
5 травня того ж року телеканал розпочав загальнонаціональне мовлення в MX-5 цифрової етерної мережі DVB-T2.

## Наповнення етеру

### Програми
- Pro—Арт.
- Варто побувати
- Герої
- Гра долі
- Дача бородача
- Двоколісні хроніки
- Довголіття
- Древо
- Жіночий код
- Запитай у юриста
- Засновані на реальних подіях
- Затишна дача
- Знамениті гурмани
- Історія для дорослих
- Конкурент. Футбол
- Міста і містечка
- Містичні історії
- Містичні історії. Новий погляд
- Ніч у музеї
- Новини України та світу (Наразі не транслюються)
- Обличчя війни
- Пишемо історію
- Планета кіно
- Поринь у світ
- Прайм-тайм
- Ранок
- Ранок чемпіонів
- Садові лайфи
- Світова преса
- Світова природна спадщина
- Твій дім
- Українка в США
- Цей день в історії
- Цікаві факти

### Серіали
- Комісар Алекс
- Справа Дойлів
- Таємниці Аврори Тігарден
- Мисливці за старовиною

### Документальні фільми
- Військова
- Готові до спротиву
- Крим. Повернення
- Моя війна
- Шлях до світанку
- Битва за Торецьк

## Ведучі
- Олег Криштопа — ведучий програми «Історія для дорослих»
- Ярослава Олексюк — ведуча програм «Конкурент. Футбол» та «Прайм-тайм»
- Євгеній Мікоян — ведучий програми «Прайм-тайм»
- Софія Мартинюк — ведуча програми «Конкурент. Футбол»
- Катерина Возняк — ведуча програми «Цей день в історії»
- Михайло Штак — ведучий програми «Засновано на реальних подіях»

## Мовлення

### Етерне цифрове мовлення

#### Конкурент Україна
| Канал | Мультиплекс | Стандарт | EPG | Формат мовлення |
| ----- | ----------- | -------- | --- | --------------- |
| 3     | MX-5        | DVB-T2   | Ні  | SD 576 16:9     |

#### Конкурент TV (Регіональний)
| Мультиплекс | Стандарт | Формат мовлення | Територія мовлення                                      |
| ----------- | -------- | --------------- | ------------------------------------------------------- |
| MX-5        | DVB-T2   | SD 576 16:9     | Підгайці, Любешів, Нововолинськ, Ковель, Горохів, Шацьк |
| Місцевий MX | DVB-T2   | SD 576 16:9     | Любомль, Цумань, Топільне, Камінь-Каширський            |

## Регіональний телеканал «Конкурент TV»
Висвітлює події Волині, України та світу, мовить на території Волинської області.

### Історія
У 2019 році «Конкурентом» почалося створення відеоновин, а вже у 2021 року було створено місцевий телеканал «Конкурент TV». 5 серпня 2021 року Національна рада України з питань телебачення і радіомовлення надала ліцензію на кабельне мовлення телеканалу.
6 березня 2022 року розпочав мовлення в MX-5 на підставі тимчасового дозволу.
22 грудня того ж року Національна рада України з питань телебачення і радіомовлення видала телеканалу тимчасовий дозвіл на мовлення в період дії воєнного стану в Україні на МХ-5 в області.
29 лютого 2024 року телеканал став переможцем конкурсу на отримання ліцензії на мовлення в цифрової етерної мережі DVB-T2 на місцевих MX у Камені-Каширському, Любомлі, Цумані та Топільному.
7 березня того ж року став переможцем конкурсу на отримання ліцензії на мовлення в MX-5 цифрової етерної мережі DVB-T2 у Горохові, Ковелі, Підгайцях, Любешеві, Нововолинську й Шацьку.

### Програми
- #ШоТам
- Автобазар
- Армія TV
- Базарний день
- Будні дизайнера
- Герої
- Заїхали в гості з Аллою Надточій
- Запитай у юриста
- Історія для дорослих
- Костянтин Грубич. Рецепти
- Країна мрій
- Крок назустріч
- Лучани про
- Лучик повідомляє
- Музroom
- Наші вдома
- Новини Луцька та Волині
- Новини. Підсумки дня
- Новини рівненської АЕС
- Обличчя війни
- Огляд УПЛ туру
- Патрон та його друзі
- По суті
- Полігон
- Прайм-тайм
- Про все на світі
- Психологія
- Ранкові новини
- Світова преса
- Твої листи
- Теревені про Луцьк
- Топ-робота
- Українка в США
- Хащі. Подорожі
- Церква і релігія

## Інформаційне агентство
Спеціалізується на регіональних новинах Луцька та Волині.

### Історія
У листопаді 2015 року група молодих журналістів створила регіональне ділове видання ТОВ «Інформаційне агентство «Конкурент», його було зареєстровано 12 березня 2016 року.
У 2018 році інформаційне агентство відходить від ділового формату та починає працювати для широкої аудиторії в межах Луцька та Волинської області.
Певний період агентство випускало газету «Конкурент. Ділове видання Волині», згодом випуск газети призупинений.[джерело?]

### Опис
Основна спеціалізація ІА «Конкурент» — регіональні суспільно-політичні та економічні новини, політична аналітика, журналістські розслідування, інтерв'ю з високопосадовцями міста й області, депутатами та відомими волинянами, репортажі, присвячені знаковим подіям регіону. На сайті є розділ «7.40» — авторські тексти на різноманітні теми, які виходять за рамки формату новин.
Матеріали на сайті публікуються виключно українською.
«Конкурент» є одним з найпопулярніших сайтів Волині, щодоби його відвідує близько 40 тисяч читачів.
Трудовий колектив ІА «Конкурент» нараховує 11 працівників, а на телеканалі «Конкурент TV» працює 15 спеціалістів.
Директор ТОВ «Інформаційне агентство «Конкурент» — Шкітер Тарас Ігорович.
Головний редактор ІА «Конкурент» з 2016 року і понині — Лучик Андрій Олегович.

### Додаткова інформація
У 2016 році головний редактор «Конкурента» Андрій Лучик виграв суд у Головного територіального управління юстиції у Волинській області щодо доступу до публічної інформації.
30 квітня 2017 року на виборах голови та депутатів Заборольської сільської громади члени виборчої комісії не випускали з виборчої дільниці журналістів. На дільниці також був присутній редактор «Конкурента» Андрій Лучик, який там працював як спостерігач від одного з кандидатів на голову об'єднаної територіальної громади (ОТГ). За його словами, це була «своєрідна помста» за те, що журналісти намагалися вказати членам ДВК, як треба проводити підрахунок голосів по закону.

### Робота видання під час повномасштабного вторгнення РФ
З початком російського вторгнення в Україну інформаційне агентство, попри певні фінансові складнощі, продовжило роботу і розпочало також висвітлювати події в Україні й світі.  Після цього журналісти почали отримувати погрози на електронну пошту, а сам сайт зазнав DoS-атак з території Росії та Німеччини.
Аби мати можливість автономно працювати в умовах блекауту, викликаного ударами російських військових по критичній інфраструктурі, редакцію забезпечили бензиновим електрогенератором, антеною Starlink, запасами води.
4 квітня 2023 року у Луцьку вірянки намагалися завадити журналістам ІА «Конкурент» потрапити до храму Покрови Пресвятої Богородиці УПЦ МП.
На початку лютого 2024 року директорка Луцької міської клінічної стоматологічної поліклініки Любов Яковчук подала судовий позов щодо видання «Конкурент» про захист честі й гідності з вимогою відшкодування моральної шкоди в розмірі 100 тисяч гривень.
Також у лютому 2024 року стало відомо, що головний редактор ІА «Конкурент» Андрій Лучик, який також є депутатом Луцької міської ради, потрапив до бази розшуку МВС РФ.